# شوگرلوف سا میل (کالیفرنیا)
شوگرلوف سا میل (به انگلیسی: Sugarloaf Saw Mill) یک منطقهٔ مسکونی در ایالات متحده آمریکا است که در شهرستان تولار، کالیفرنیا واقع شده‌است. شوگرلوف سا میل ۰٫۲۵۲ کیلومتر مربع مساحت و ۱۸ نفر جمعیت دارد و ۱٬۶۵۸٫۱۳ متر بالاتر از سطح دریا واقع شده‌است.